# Bund der Kommunisten Kroatiens
Der Bund der Kommunisten Kroatiens (serbokroatisch Савез комуниста Хрватске Savez komunista Hrvatske, СКХ/SKH), kurz BdKK, bis 1952 Kommunistische Partei Kroatiens (Komunistička partija Hrvatske, KPH) war die im Jahr 1937 in Samobor gegründete kommunistische Partei Kroatiens.
Sie war ein Teil des Bundes der Kommunisten Jugoslawiens, der Regierungspartei im ehemaligen Jugoslawien.

## Geschichte
Als Reaktion auf den deutschen Angriff auf die Sowjetunion beschloss das Bezirkskomitee der Kommunistischen Partei Kroatiens 1941 die Gründung der Sisaker Partisanenabteilung. Es war die erste bewaffnete Partisanengruppe der von Josip Broz Tito geführten Volksbefreiungsbewegung (Narodnooslobodilački pokret, NOP), die den militärischen Kampf gegen die deutsche und italienische Besatzungsmacht und ihre Verbündeten in Jugoslawien aufnahm.
Die Parteiführung bildete das Zentralkomitee, dessen Vorsitz der Präsident des Zentralkomitees der Sozialistischen Republik Kroatien bildete. Die Politik dieser Organisation wurde auf Kongressen entschieden.
In der zweiten Hälfte der 1960er Jahre wurden nach der Verurteilung von Aleksandar Ranković von der Parteispitze Reformen beschlossen. Zur Führungsriege jener Zeit zählten auch Savka Dabčević-Kučar und Miko Tripalo, die später zu den Führungspersönlichkeiten im Kroatischen Frühling im Jahr 1971 zählten.
Am 10. Dezember 1989 begannen 20 politische Parteien, Unterschriften für eine Petition zu sammeln, die die Ausschreibung demokratischer Wahlen forderte. Am selben Tag stimmte die Partei vorgezogenen Wahlen zu. Im Januar 1990 verließ die Delegation des BKK den 14. Kongress des Bundes der Kommunisten Jugoslawiens. Damit höre der BdKK de facto auf, Teil des BdKJ zu sein.
Mit den demokratischen Veränderungen änderte sich auch der Parteiname: In den Jahren 1990–1992 zu Partei der demokratischen Veränderungen (kroatisch: Stranka demokratskih promjena), seit 1993 Sozialdemokratische Partei Kroatiens (Socijaldemokratska partija Hrvatske).

## Sekretäre des Zentralkomitees
- 1940–1941: Rade Končar
- 1942–1944: Andrija Hebrang
- 1944–1969: Vladimir Bakarić
- 1969–1971: Savka Dabčević-Kučar
- 1971–1982: Milka Planinc
- 1982–1983: Jure Bilić
- 1983–1984: Josip Vrhovec
- 1984–1986: Mika Špiljak
- 1986–1989: Stanko Stojčević
- 1989–1990: Ivica Račan